# Johann Palisa
Johann Palisa, avstrijski astronom, * 6. december 1848, Troppau, Šlezija (danes Opava na Češkem), † 2. maj 1925, Dunaj, Avstrija.
Johann Palisa je eden izmed najuspešnejših odkriteljev asteroidov. Asteroide je odkrival še z vizualno metodo. Odkril je 122 asterodov (od 136 Avstrija v letu 1874 do 1073 Gellivara v letu 1923). Med najbolj znanimi odkritimi asteroidi so 153 Hilda, 216 Kleopatra, 243 Ida, 253 Matilda, 324 Bamberga in amorski asteroid 719 Albert.
Njemu v čast so poimenovali asteroid 914 Palisana in krater Palisa na Luni..

## Življenje in delo
Od leta 1866 do 1870 je študiral matematiko in astronomijo na dunajski univerzi. Diplomiral ni vse do leta 1884. Od leta 1870 je bil pomočnik na univerzitetnem observatoriju. Leto pozneje je odšel v Genovo. Leta 1872 je postal predstojnik Avstrijskega pomorskega observatorija v Pulju. V Pulju je tudi odkril svoj prvi asteroid (136 Avstrija). Odkril je tudi komet. Pri delu je v Pulju uporabljal 6 palčni (147 mm) refraktor.